# Douradina (Mato Grosso do Sul)
Pour les articles homonymes, voir Douradina.
Douradina est une municipalité brésilienne de l'État de Mato Grosso do Sul et la Microrégion de Dourados.